# Sam Baro
Samuel (Sam) Baro (Assenede, 16 juni 1976) is een Belgisch ondernemer. Hij is oprichter en CEO van hr-bedrijf Planet Group en eigenaar van voetbalclub KAA Gent.

## Levensloop
In zijn thuisstad Assenede was Sam Baro pianist van de bluesgroep 5AM, actief binnen de jeugdbeweging Chiro en medeorganisator van Debuutrock. In 2000 studeerde hij af in de bedrijfspsychologie aan de Universiteit Gent.
Hij is oprichter en CEO van Planet Group, een hr-bedrijf actief in personeelsrekrutering met meer dan 2.000 werknemers en 85 miljoen euro omzet in 2023. Hij richtte ook KoWala Productions op, een holding gespecialiseerd in media, communicatie, video, mensgericht design, entertainment en catering die enkele mediabelangen overkoepelt. Ze is eigenaar van uitgever HR Square, het vakblad ZorgMagazine, het designbureau Gelo en Well Played, een productiehuis dat informatieve animatievideo's maakt.
In 2023 lanceerde hij een reddingsplan om de ruim 2 miljoen euro schuld van de Oost-Vlaamse regionale tv-zender AVS weg te werken.

### Vastgoed
In 2015 kocht Baro de historische site Brouwerij Het Kasteel in Oosteeklo. Hij herstelde het domein en startte met de renovatie van het kasteel met behoud van en respect voor de geschiedkundige waarde van het gebouw als onroerend erfgoed.
In 2018 redde hij de Sint-Amanduskapel in Gent van verder verval door deze aan te kopen. Eind 2021 werden de restauratieplannen opgestart voor dit gebouw in de Gentse binnenstad aan de Oude Houtlei.
In 2022 kocht Baro het Kasteel Jemeppe in Hargimont, een domein van 45 ha.
Hij is tevens eigenaar van De Bioboerderij, waar de perenlikeur Barodevi wordt gestookt, brasserie 't Molenhuis in Ertvelde en drie panden op het marktplein van Assenede.

### KAA Gent
In 2023 ging hij over tot de overname van voetbalclub KAA Gent. Op 20 juli betaalde hij ongeveer 30 miljoen euro voor de club. 7,7 miljoen euro werd betaald om de aandelen van de twee grootste aandeelhouders, voormalig voorzitter Ivan De Witte en CEO Michel Louwagie, naast nog een 50-tal andere mede-eigenaars, over te nemen. De overige 23 miljoen diende om het kapitaal van de club te versterken.
Vanaf 2024 betaalt Planet Group 1 miljoen per jaar voor de naamrechten van het voetbalstadion van KAA Gent, dat de naam Planet Group arena kreeg.